# Calgary International Airport

i7
i11
i13
Der Calgary International Airport (IATA-Code: YYC, ICAO-Code: CYYC) ist ein internationaler Verkehrsflughafen in Calgary in der Provinz Alberta (Kanada). Im Jahr 2016 wurden dort 15,68 Millionen Passagiere abgefertigt und 224.828 Starts und Landungen ausgeführt, wodurch der Calgary International Airport in Bezug auf die Flugbewegungen als Kanadas viertgrößter Flughafen gilt. Er ist Drehkreuz für die Fluggesellschaften Westjet Airlines und Air Canada.
Der Flughafen ist ein Platz des National Airports Systems und befindet sich im Eigentum von Transport Canada. Betrieben wird er von der „Calgary Airport Authority“.

## Geschichte
Der Flughafen wurde 1939 als Calgary Municipal Airport mit nur einem Terminal, welches auch heute noch existiert, eröffnet. Während des Zweiten Weltkrieges wurden zwei asphaltierte Start- und Landebahnen gebaut, die ab 1948 auch zivil genutzt werden konnten. Aus den Verwaltungsgebäuden der Militärs wurde nun das Terminal 2. 1950 startete mit Canadian Pacific Airlines die erste Linienfluggesellschaft, die ab 1961 mit einer Douglas DC-8 auch die erste interkontinentale Verbindung nach Amsterdam eröffnete. Im Jahr 1969 wurde das damalige MCCall Field in Calgary International Airport umbenannt, und 1977 wurde mit dem Überflug einer Concorde das Terminal 4 eröffnet. Im Jahr 1989 verzeichnete der Flughafen schon fast fünf Millionen Passagiere, und ab 1994 wurden dank des Open-Sky-Abkommens mit den USA die US-Grenzformalitäten schon in Calgary möglich. Durch den Bau einer neuen Start- und Landebahn 17L/35R in Nord-Süd-Richtung mit 4267 Metern Länge und eines neuen internationalen Terminals, das 2015 eröffnet wurde, wurde eine Kapazität von 20 Millionen Passagieren pro Jahr erreicht.

## Infrastruktur

### Start- und Landebahnen
Der Flughafen verfügt über vier asphaltierte Start- bzw. Landebahnen:
- 08/26 (1890 m)
- 11/29 (2438 m)
- 17R/35L (3863 m)
- 17L/35R (4267 m)

Die Pisten wurden 2013 aufgrund des sich veränderten Erdmagnetfelds umbenannt. Die 2014 in Betrieb gesetzte Runway 17L-35R ist mit 4267 m (14.000 ft.) die längste in Kanada. Die Flugzeuge haben aufgrund des geringeren Luftdrucks eine längere Startphase.

### Terminals

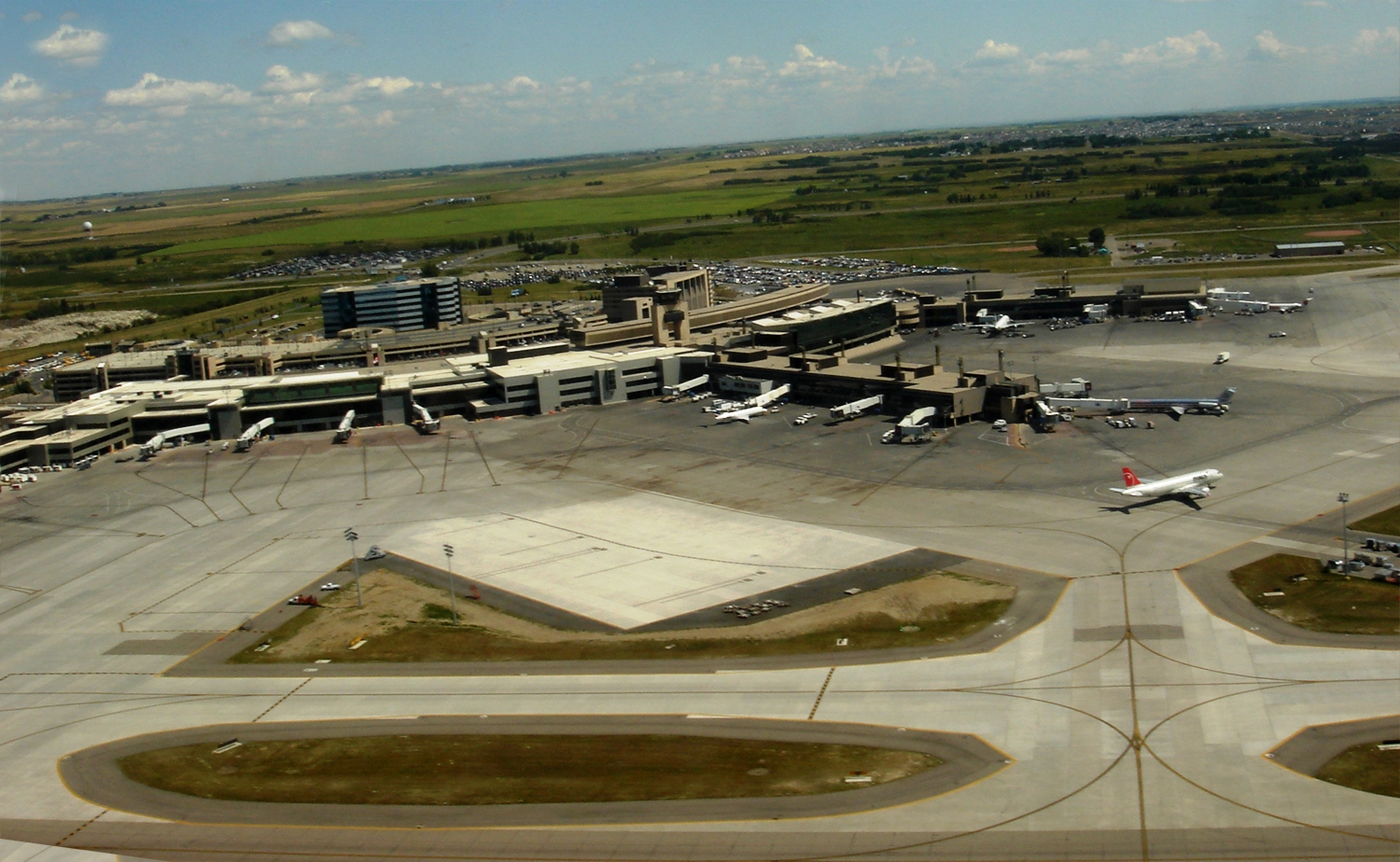
Überblick über den Flughafen, Terminal A ist rechts, D links

Es bestehen vier Abfertigungshallen.
Eine Besonderheit ist die Behandlung von Passagieren bei Flügen in die USA. Die Zollkontrolle findet hier bereits in Kanada statt.

### „Airport of Entry“
Da der Platz durch Nav Canada als Airport of Entry klassifiziert ist und dort Beamte der Canada Border Services Agency (CBSA) stationiert sind, ist hier eine Einreise aus dem Ausland zulässig.

### Einrichtungen und Anlagen für den Frachtflugverkehr
Die Umschlagplätze heißen Apron I-VII.
Apron II kann bis zu vier Boeing 747 gleichzeitig abfertigen.

### Allgemeine Luftfahrt
Die Gebäude und Anlagen der Allgemeinen Luftfahrt befinden sich im Süden des Flugfeldes. Dabei handelt es sich u. a. um Shell Aerocenter, Esso Avitat, Calgary Flugtraining und ein Zollgebäude. Ein weiterer interessanter Fakt ist, dass alle zwei bis drei Jahre einige Flugzeuge des Typs De Havilland Canada DHC-6 Twin Otter der Maldivian Air Taxi auf einer fünftägigen Reise zur Wartung aus den Malediven kommen.